# Mitsui Fudosan
Mitsui Fudosan Co., Ltd. (三井不動産株式会社 Mitsui Fudōsan Kabushiki-gaisha)(TYO: 8801
) er en japansk ejendomsinvesteringsvirksomhed, som er Japans største af sin slags foran Mitsubishi Estate. Desuden er det et af kernemedlemmerne i Mitsui-konglomeratet. Virksomheden er grundlagt 15. juli 1941 og har hovedsæde i Muromachi, Chūō, Tokyo.

## Virksomhedsstruktur
Koncernen er organiseret i fire divisioner.
- Office Building Division
- Real Estate Solution Services Division
- Accommodation Business Division
- Retail Properties Division

## Globale netværk
Udenfor Japan ejer virksomheden seks afdelingskontorer.
- Mitsui Fudosan America, Inc.
- Halekulani Corporation
- Mitsui Fudosan (U.K.) Ltd.
- Mitsui Fudosan (Asia) Pte. Ltd.
- Mitsui Fudosan (Shanghai) Consulting Co., Ltd.
- Mitsui Fudosan Consulting (Beijing) Co., Ltd.